# Li Shaojun
Li Shaojun (chinesisch 李少君, Pinyin Lǐ Shǎojūn) war ein daoistischer Alchemist und Fangshi am Hofe des Han-Kaisers Wu (Han Wu di). Dem Shiji (Kap. 28) zufolge verstand er sich auf die Künste des Opfers an den Herdgott, der Enthaltsamkeit von Nahrung und der Zurückweisung des Alters (祠灶、穀道、卻老方,  sizao, gudao, quelao fang).